# Ecitoptera truncatipennis
Ecitoptera truncatipennis är en tvåvingeart som beskrevs av Borgmeier 1960. Ecitoptera truncatipennis ingår i släktet Ecitoptera och familjen puckelflugor.
Artens utbredningsområde är Costa Rica. Inga underarter finns listade i Catalogue of Life.